# S&W Model 29
 (septembre 2014).
Le Smith & Wesson Model 29 est un revolver en double action de calibre .44 Magnum, fabriqué à partir de 1955 par la compagnie américaine Smith & Wesson. 
Ce révolver a notamment été rendu célèbre par la série de films L'Inspecteur Harry, avec Clint Eastwood dans le rôle de Harry Callahan. Lors de sa sortie en 1955, cette arme avait pour qualificatif de « revolver le plus puissant du monde »[réf. souhaitée].

## Historique

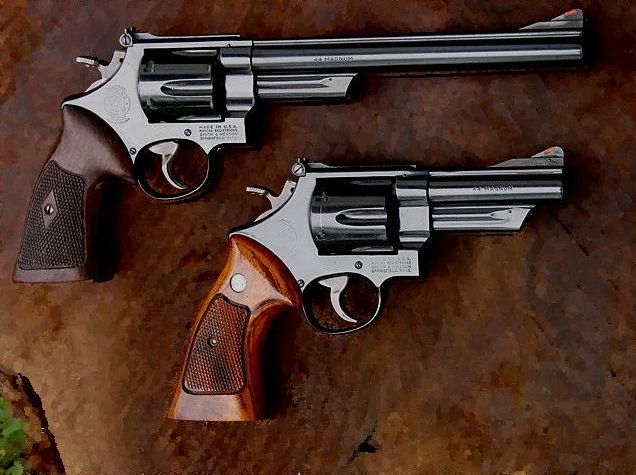
Différents S&W Model 29.

Le premier modèle de S&W Model 29 est apparu en 1955, sous l'appellation « .44 magnum » et subira plusieurs modifications jusqu'en 1994. En 1956, la vis supérieure de la plaque de visite est remplacée par un montage à crochet. Les premiers modèles étaient désignés par un nom, exemple : S&W Bodyguard, Heavy Duty, Military & Police, Outdoorsman, ; auquel pouvait être associé une date ou le calibre : 1917 Army, 357 Highway Patrolman.
À partir de 1957, le modèle recevra définitivement l'appellation « 29 » auquel sera associé un numéro de version, 29-1, 29-2, etc.. Ce numéro de version est visible sur tous les modèles, quand on bascule le barillet, et correspond à une ou plusieurs modifications à une date donnée : 29-1 en 1960, 29-2 en 1961, etc.

### Principales modifications
- 1960 — 29-1 : inversion du pas de vis de fixation de la tige de l'extracteur qui risquait, sous l'effet du recul, de se dévisser et de bloquer l'ouverture du barillet.
- 1961 — 29-2 : suppression de la vis située à l'avant du pontet maintenant le pivot du barillet en position ouverte.
- 1979 — sans modification du n° de version : raccourcissement du canon, qui passe de 6,5" à 6".
- 1982 — 29-3 : suppression de la goupille de fixation du canon et des drageoirs du barillet qui permettaient d'intégrer le bourrelet des cartouches.
- 1988 — 29-4 : améliorations portant sur la fiabilisation de la cinématique du barillet, afin de permettre le tir intensif de cartouches « pleine charge » (Endurance Package). Cette amélioration sera complètement installée à partir de la version suivante, le 29-5.
- 1990 — 29-5 : remplacement du percuteur oscillant du chien par un percuteur flottant, installé dans la carcasse (certains modèles 29-5 sont équipés du percuteur oscillant comme le s/n BFH8693). En 1991, introduction du modèle 29-5 Classic, équipé d'un canon lourd avec carénage de tige d'extracteur prolongée (Full Lug). Suivi en 1992 du Classic De Luxe (DX), idem canon lourd et full lug, (mais sélectionné parmi les plus précis, lui) avec en outre un guidon interchangeable (Baughman, Patridge, etc.)
- 1994 — 29-6 : la partie supérieure du bâti est percée et taraudée pour permettre le montage d'une visée optique ; Remplacement des plaquettes en bois exotique par des poignées Monogrip HOGUE, moulées en néoprène et vissées sous le talon.
- 1999 : cessation de la production officielle du modèle 29 (avec une petite production supplémentaire en 2000, modèles avec un barillet nickelé).
- 2006 — 29 « Custom 50TH Anniversary » : réapparition du modèle 29 en série limitée, via un modèle commémoratif.
- 2007 — 29-10 : reprise de la production du modèle 29, basée sur le modèle commémoratif en quatre versions : standard, bronzée, nickelée et gravée ; avec réapparition du canon de 6,5"[1].

### Les 629, 629 Classic, 629 Classic DX & 629 Mountain Gun

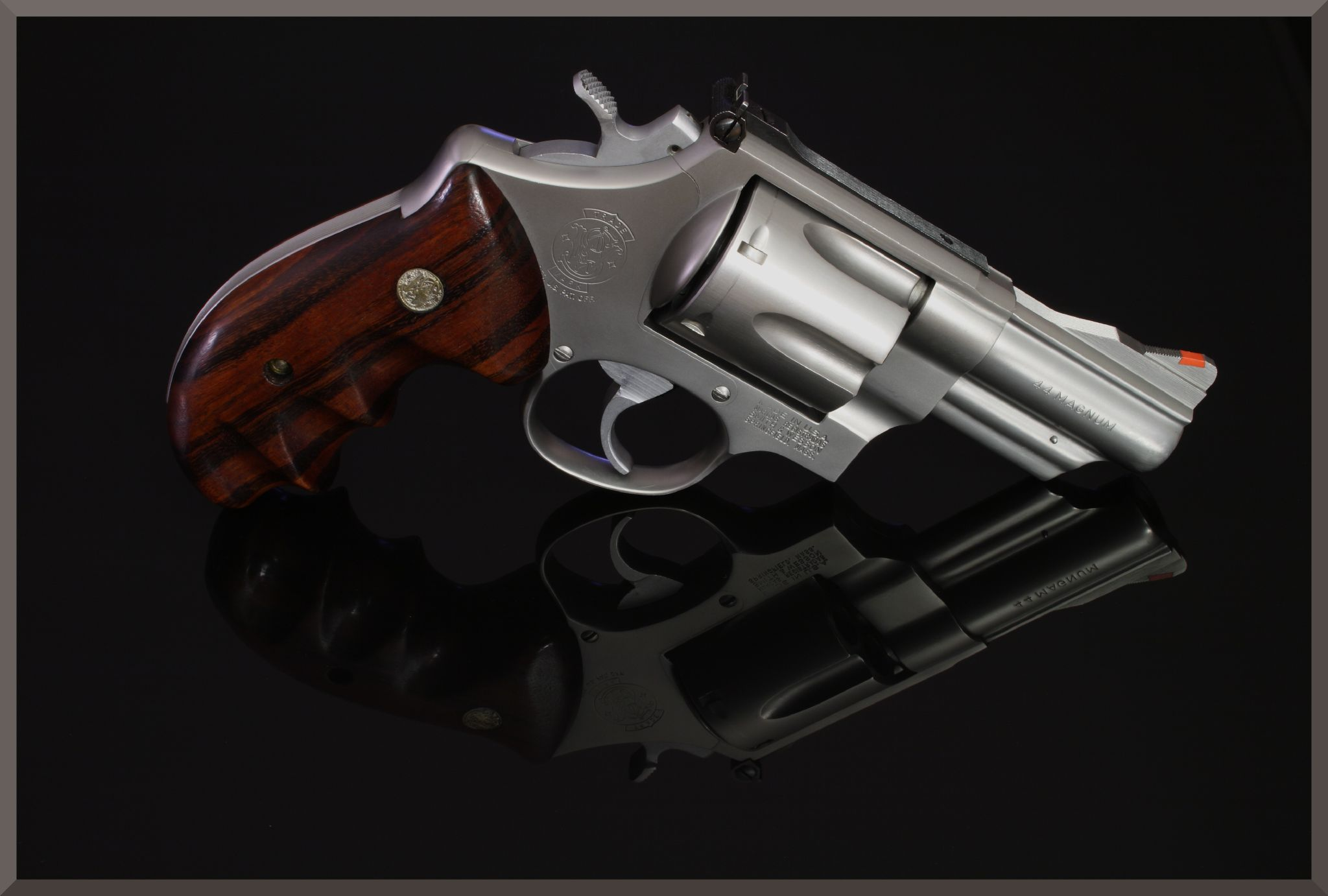
Un Smith & Wesson 629 Horton canon court.

- Construit en acier inox, le modèle 629 est introduit durant les années 1980. Il est proposé avec des canons de 4 à 6,5 pouces anglais (10.2-16,5 cm), ces deux longueurs de canons étant réservées à des séries limitées. Il peut ainsi mesurer de 23,5 à 30,5 cm pour une masse à vide allant de 1,2 à 1,4 kg ;
- Les Smith & Wesson 629 Horton/Backpacher/Trail Boss sont des versions à canon court fabriqué en série limitée respectivement fabriquées dans les années 1980, 1990 et 2000.
- Les modèles 629 Classic et Classic DX sont des M629 dotés de canons lourds et d'un long carénage de l'éjecteur (« full lug »). Le DX, outre un canon trié parmi les plus précis, est équipé d'un guidon interchangeable (Baughman, Patridge, etc.) ;
- Enfin, le 629 Mountain Gun, destiné aux campeurs partant pour les Appalaches, les Rocheuses ou les zones montagneuses de l'Alaska, est un 629 allégé doté d'un canon normal (non lourd : « tapered », le même profil que celui du modèle 27) de 4 pouces anglais (~10 cm). Produit en petite série, il mesure 24 cm pour un poids de 1 kg.

## Dans la culture populaire

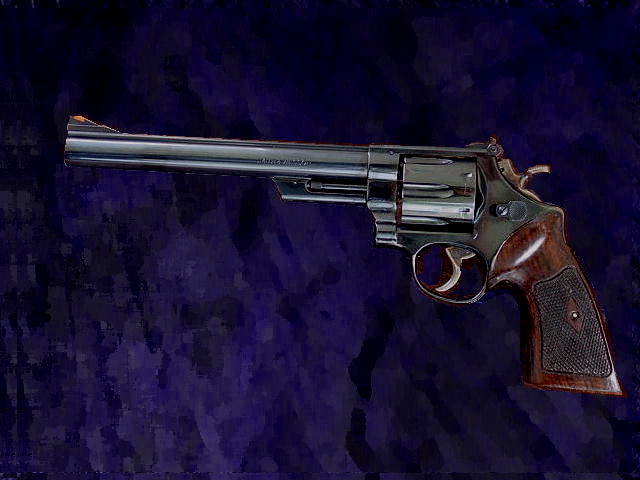
Le revolver Smith & Wesson Model 29 de L'Inspecteur Harry.

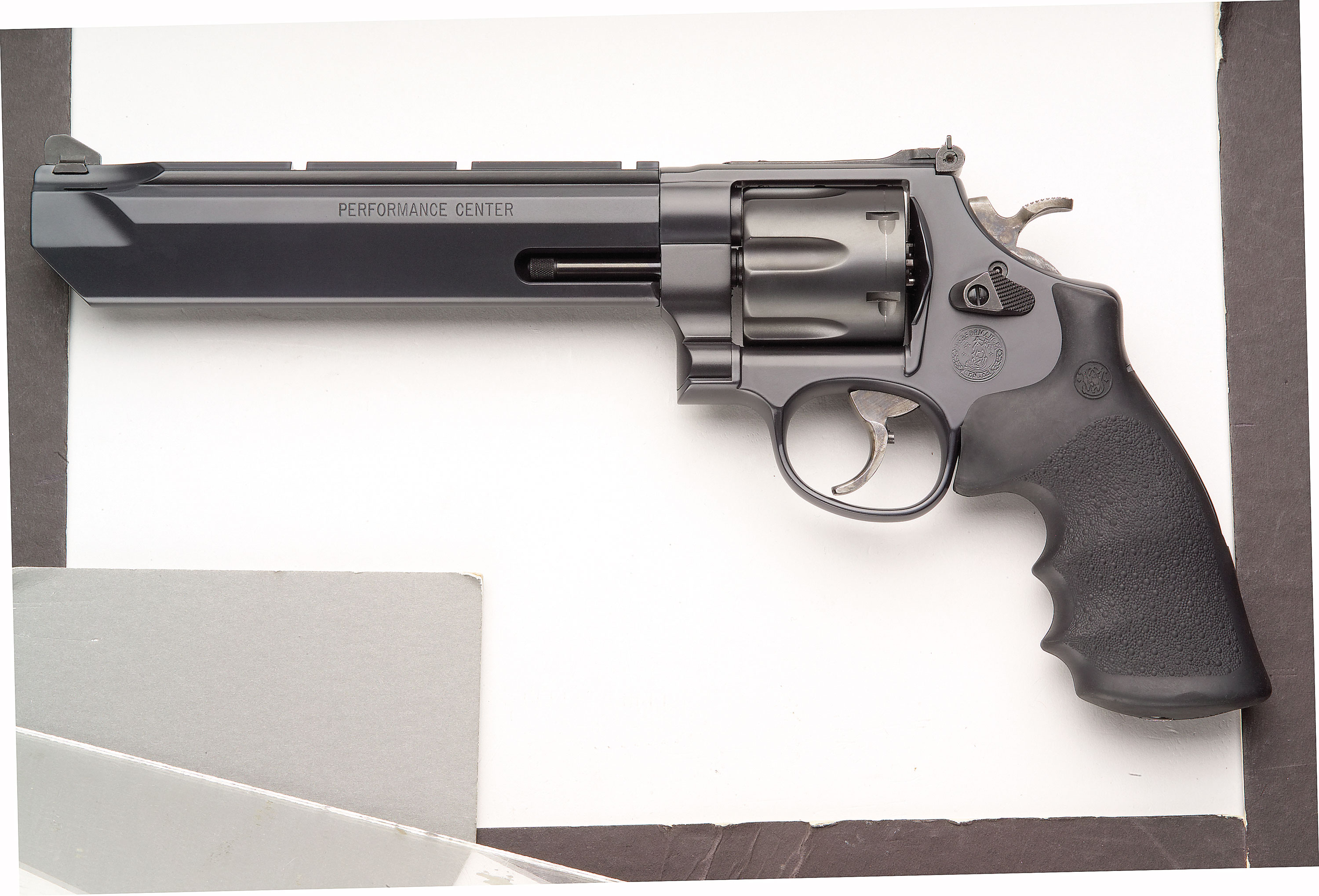
Smith & Wesson Model 629 Stealth Hunter, fabriqué par la division Performance Center.

Depuis L'Inspecteur Harry, les revolvers S&W 29/629 sont populaires au cinéma, dans les mangas ou dans les jeux vidéo.

### Films et séries télévisées
- L'Inspecteur Harry (Dirty Harry)
- Vivre et laisser mourir (Live and Let Die)
- Taxi Driver
- Police Academy
- Mad Max 2 (The Road Warrior)
- Double Détente (Red Heat)
- Hollow Point
- The Killer (Die xue shuang xiong)
- C'est pas mon jour ! (Thursday)
- xXx
- Léon
- 2 Guns
- Fast and Furious 5 (Fast Five)
- Fast and Furious 6
- La Haine
- Blue Steel
- Les Loups de haute mer
- Banlieue 13
- Dobermann
- X-Men Origins: Wolverine
- L'Agence tous risques (The A-Team, entre les mains du colonel Decker)

### Mangas
- City Hunter / Nicky Larson - arme favorite de Falcon, alias Mammouth ;
- Gunsmith Cats ;
- Black Lagoon.

### Jeux vidéo
- Fallout 3 - .44 Magnum à lunettes, Black Hawk. Magnum de Paulson et de Callahan. Ce dernier constitue un clin d'œil direct au film Dirty Harry avec Clint Eastwood ; cette arme était déjà apparue auparavant dans Fallout 2 et réapparaîtra aussi dans Fallout: New Vegas ;
- Resident Evil Zero (Umbrella magnum .44) et Resident Evil 5 ;
- Mafia: The City of Lost Heaven ;
- Call of Duty: Modern Warfare 3 - à ne pas confondre avec le .44 Magnum, qui est en fait un Colt Anaconda ;
- Uncharted: Drake's Fortune, Uncharted 2: Among Thieves et Uncharted 3 : L'Illusion de Drake - 629 avec poignée en bois ;
- Far Cry 3, Far Cry 4 et Far Cry 5  - dans ses versions 29 et 629 Performance Center qui peuvent être personnalisées avec des accessoires.